# Rugby Leonessa 1928
Il Rugby Leonessa 1928 S.r.l. fu un club di rugby a 15 di Brescia che esistette tra il 2002 e il 2008. Nato dalla fusione di Brescia e Rovato, giocava le partite casalinghe allo Stadio Aldo Invernici e allo Stadio comunale di Rovato.
I colori sociali erano il rosso, il blu e il bianco.

## Storia
La Rugby Leonessa 1928 nacque nell'estate 2002 dalla fusione tra Brescia, storica compagine cittadina, ed Rovato, squadra emergente della provincia. La guida tecnica fu affidata a Matt Vaea e Frank Bunce iscrivendosi alla Serie A 2002-03; si aggiudicò la promozione in Super 10 con 18 punti di vantaggio sul Piacenza giunto secondo in classifica. L'anno dopo, confermata la guida tecnica, la Leonessa conquistò la salvezza e confermandosi nella massima serie. In Europa la Challenge Cup si concluse al primo turno mentre in European Shield giunse in semifinale battuti solo da Montpellier.
La stagione 2004-05 riparte con una nuova guida tecnica: al gallese Lynn Howells viene affiancato, nella doppia veste di allenatore-giocatore, da Massimo Cuttitta ma l'esito finale fu la retrocessione. Nelle competizioni europee non si andò oltre i quarti di finale in European Shield. È ancora al gallese a cui l'anno seguente viene affidato il difficile compito di centrare una nuova promozione, ma i sogni della società si infrangono in semifinale contro la più attrezzata Capitolina, che in seguito conquisterà la massima serie.
Nell'annata 2006-07 il budget della squadra viene sensibilmente ridotto, si punta sui giovani locali e si affida la panchina al giovane francese Vincent Etcheto, obiettivo arrivare tra i primi sei e alla "nuova" serie A1. Di fronte al pubblico di casa fu centrato il quinto posto in classifica. La Serie A1 trascorse cercando una difficile salvezza, ottenuta con tre giornate d'anticipo.
Nel 2008 il titolo sportivo del Rugby Leonessa venne acquisito dall'Amatori Rugby Milano mentre il progetto di fusione si dissolse: Brescia, acquisendo il titolo sportivo della Bassa Bresciana nel 2004, era ripartita dalla Serie A mentre Rovato fu ricostituito solo nel 2009 e ripartendo dalla Serie C.

## Cronistoria
| Cronistoria del Rugby Leonessa 1928 |
| --- |
| - 2002 · Fusione di Brescia e Rovato e costituzione del Rugby Leonessa 1928 s.r.l. - 2002-03 · 1º in Serie A - Campione d'Italia Serie A; Promozione in Super 10 - 2003-04 · 9º in Super 10 I Fase di Coppa Italia I Turno di European Challenge Cup Semifinale di finale di European Shield. - 2004-05 · 10° in Super 10, Retrocessione in serie A I Fase di Coppa Italia I Turno di European Challenge Cup Quarti di finale di European Shield. - 2005-06 · 2ª in Serie A, semifinale play-off - 2006-07 · 5ª in Serie A girone B. - 2007-08 · 10ª in Serie A1 - 2008 · Cessione titolo sportivo all'Amatori Milano e scioglimento società. |

## Allenatori e presidenti
- 2002-2004  Matthew Vaea
- 2004-2006  Lynn Howells
- 2006-2008  Vincent Etcheto

- 2002-2008  Diego Rivetti

## Giocatori stagione 2007-2008
- Ruolo ala: Nicola Bignotti, Emanuele Ferderzoni, Stefano Opini e Alessandro Cestaro.
- Ruolo centro: Fabio Ghidini, Lucas Salvi, Carlo Pietrasanta e Stefano Spacagna.
- Ruolo estremo: Marco Zanni.
- Ruolo mediano di mischia: Alessandro Festa, Emanuele Veneziani e Federico Vitali.
- Ruolo numero 8: Gaston Javier Cuello.
- Ruolo pilone: Franck Anglade, Carlos Parra, Serioli Simone e Daniele Porrino.
- Ruolo seconda linea: Padrò Diego Alejandro, Davide Malcisi e Ezio Paleari.
- Ruolo tallonatore: Daniele Pallaro e Volpari Davide.
- Ruolo terza linea: Riccardo Bergamin, Cosimo Corvino e Joseph Riciardo.
- Ruolo Utility Back: Andrea Cavalleri.
- Ruolo Mediano di apertura: Cory Brown

## Giocatori stagione 2006-2007
- Ruolo ala: Nicola Bignotti e Emanuele Ferderzoni.
- Ruolo centro: Giambattista Fumagalli, Fabio Ghidini, Lucas Salvi e Stefano Spacagna.
- Ruolo estremo: Stefano Opini e Giuseppe Pietrasanta.
- Ruolo mediano di mischia: Matteo Cittadini e Alessandro Festa.
- Ruolo numero 8: Gaston Javier Cuello.
- Ruolo pilone: Emanuele Borboni, Alessandro Geddo, Renato Mattei e Daniele Porrino.
- Ruolo seconda linea: Jonathan Coetzee, Davide Malcisi e Ezio Paleari.
- Ruolo tallonatore: Daniele Pallaro.
- Ruolo terza linea: Riccardo Bergamin, Roberto Colnago, Cosimo Corvino e Joseph Riciardo.
- Ruolo Utility Back: Andrea Cavalleri, Emanuele Veneziani e Marco Zanni.
- Ruolo Mediano di apertura: Brent Kelly

## Giocatori stagione 2005-2006
- Ruolo ala: Emanuele Ferderzoni e Pablo Vergara.
- Ruolo centro: Michele Colosio, Fabio Ghidini, Luca Salvi e Stefano Varrella.
- Ruolo estremo: Giacomo Malipiero.
- Ruolo mediano di mischia: Matteo Cittadini, Alessandro Festa e Davide Pastormerlo.
- Ruolo numero 8: Gaston Javier Cuello.
- Ruolo pilone: Emanuele Borboni, Alessandro Geddo, Renato Mattei e Juan Pablo Tassi.
- Ruolo seconda linea: Thomas Brau, José Ignacio Macome, Davide Malcisi e Enrique Martin Podestà.
- Ruolo tallonatore: Sergio Farina.
- Ruolo terza linea: Riccardo Bergamin, Corrado Bonetti, Matthias Ferreyra, Alessandro Fimmanò, Daniele Pallaro e Daniele Porrino.
- Ruolo Utility Back: Andrea Cavalleri.

## Giocatori stagione 2003-2004
- Ruolo ala: Vincenzo Beccalli, Fabrizio Casagrande, Daniel Costantini, Emanuele Federzoni, Matthew Madigan.
- Ruolo centro: Sebastian Arboit, Michele Colosio, Alessandro Pinna, Giancarlo Trapanese.
- Ruolo estremo: Nick Evans, Alessandro Onori.
- Ruolo mediano di mischia: Andrea Cavalleri, Davide Pastormerlo.
- Ruolo pilone: Juan Pablo Coletti, Renato Mattei, Mario Pereyra, Daniele Porrino, Mariano Repetto, Ignacio Rouyet-Fernandez.
- Ruolo seconda linea: Richard Denhardt, Giuseppe Lanzi, Davide Malcisi, Enrique Martin Podestà, Mario Vella.
- Ruolo tallonatore: Alberto Marengoni, Giacomo Rigonelli, Stefano Saviozzi.
- Ruolo terza linea: Corrado Bonetti, Riccardo Calzavarini, Matteo Foschi, Jorge Gonzalez, Dion Kingi, Joseph Ricciardo, Juan Martin Soffredini, Fabio Tabalappi.
- Ruolo Mediano di apertura: Rima Wakarua, Alessandro Buso.